# Pandemia de COVID-19 en Bermudas
Los primeros dos casos de la pandemia por el COVID-19 en las islas Bremudas ocurrió el 18 de marzo del 2020, posiblemente de personas infectadas provenientes del  Reino Unido y los Estados Unidos.
El Gobierno de Bermudas ha presionado para mantener a su gente a salvo del COVID-19 y reducir los rumores en las redes sociales. Para ayudar a reducir los rumores en las redes sociales, el sitio web oficial del gobierno (a la izquierda) se actualizó con un enlace directo para obtener información relacionada con las Bermudas . También utilizaron WhatsApp para comunicarse con el público en general. Por lo tanto, debido al tamaño de las Bermudas y los datos limitados publicados en todo el mundo, los datos a continuación se pueden verificar a través de los enlaces de medios a continuación.
El Ministerio de Salud tampoco informó sobre algunos datos hasta que se pudiera proteger la identificación de las personas. Bermudas es una comunidad pequeña y el uso del proceso de eliminación de identidades podría revelarse cuando el número es pequeño. Por lo tanto, los datos sobre detalles, vuelos, raza y edad no se publicaron hasta que se pudo mantener la privacidad.

## Respuesta
El gobierno anunció un confinamiento domiciliario de 14 días  a partir del 4 de abril , en el que a los residentes solo se les permitía salir de casa para hacer compras, productos farmacéuticos o emergencias médicas. El 14 de abril se anunció una ampliación de catorce días más del confinamiento.
Se habían designado Instalaciones de Cuarentena del Gobierno (GQF) y se había prohibido el acceso a esos lugares, ya que no se permitía al público en general. Las personas que debían permanecer en estas instalaciones habían sido restringidas a sus habitaciones y una vez que se habían completado las salidas, los sitios se habían limpiado a fondo utilizando las normas aprobadas por el departamento de salud. Estas instalaciones se están utilizando hasta que se puedan usar herramientas basadas en tecnología, similares a las que se usan en Hong Kong (conferencia de prensa de CITV Bermuda transmitida con fecha del 20 de mayo de 2020 en YouTube) para garantizar que las personas cumplan con las órdenes de cuarentena para quedarse en casa. Debido a la naturaleza sensible de COVID-19, las instalaciones no se han identificado en este artículo, solo se indicará que se han utilizado de uno a tres sitios en diferentes momentos durante la pandemia.
El director de KEMH anunció el miércoles 20 de mayo de 2020 que están preparados para usar la terapia de plasma convaleciente y tienen seis tratamientos en stock. (Transmisión de la conferencia de prensa de CITV Bermuda fechada 2020-05-20 en YouTube).

## Antecedentes
El domingo 12 de enero de 2020, la Organización Mundial de la Salud (OMS) confirmó que un nuevo coronavirus fue la causa de una enfermedad respiratoria en un grupo de personas en la ciudad de Wuhan, provincia de Hubei, China, lo cual fue reportado a la OMS el 31 de diciembre. 2019.
La tasa de letalidad de COVID-19 ha sido mucho más baja que la del SARS de 2003 ,  pero la transmisión ha sido significativamente mayor, con un número total de muertes significativo.  A partir del 19 de marzo, Public Health England dejó de clasificar al COVID-19 como una "enfermedad infecciosa de consecuencias graves".

## Cronología
Como se trata de un evento actual, toda la información contenida en la subsección de una fecha ocurrió ese día. La información hace referencia a Bermuda y cómo respondió a la pandemia de COVID-19.

### Marzo de 2020

#### Miércoles 11 de marzo
El gobierno inició discursos públicos para el público en general a través de CITV y en las redes sociales el video del canal de YouTube CITV Bermuda publicado hoy (11 de marzo) . Estos discursos públicos continuaron casi a diario y fueron diarios desde el lunes 30 de marzo de 2020 hasta el lunes 18 de abril de 2020 . En ese momento cambiaron a lunes, miércoles y viernes y han continuado como tales hasta esta actualización el viernes 15 de mayo de 2020. Es importante señalar esto porque el Gobierno de Bermudas mejoró su estándar en línea y su presencia durante la pandemia. Animado por la orientación del distanciamiento social en ese momento. A partir de esta versión de video emitida el 11 de marzo, con foto y voz en off, pasaron a la transmisión en vivo e imágenes claras. También produciendo muchos clips informativos del gobierno que se mostraron en YouTube , Instagram , Facebook y Twitter . Estos clips habían sido de naturaleza informativa para brindar al público en general instrucciones sobre la pandemia y videos de gratitud por los muchos trabajadores esenciales como cajeros, trabajadores portuarios, médicos, bomberos, enfermeras, policía, regimiento real de Bermudas y personal de saneamiento, por nombrar algunos. .

#### Jueves 12 de marzo

##### Salud pública: llegadas al extranjero
La Orden de cuarentena (prohibición de viajar) de 2020 enumeró los siguientes países en su prohibición de viajar a China , Irán , Italia y la República de Corea : Daegu o Cheongdo.

#### Miércoles 18 de marzo
A las 6:50 p. m. el Premier de Bermuda anunció en una conferencia de prensa que se confirmaron los dos primeros casos diagnosticados en Bermuda.  También se informó que estos casos se habían importado del extranjero por los siguientes medios:
- Vuelo desde Miami, Florida de los Estados Unidos a bordo de American Airlines (AA305) el miércoles 4 de marzo;
- Vuelo desde Londres, Gatwick, del Reino Unido a bordo de British Airways (BA2233) el viernes 6 de marzo.

A la luz de la presencia de COVID-19 en la isla desde esos vuelos, el gobierno se movió rápidamente y anunció el cierre de algunas instalaciones / ubicaciones, incluidas las escuelas.  Además, se anunció una movida para cerrar el Aeropuerto Internacional LF Wade a todos los vuelos de pasajeros que lleguen que contengan no residentes.

#### Jueves 19 de marzo
Inquietudes del Oficial de Aduanas y paro laboral con respecto a inquietudes con COVID-19.

#### Viernes 20 de marzo
Bermuda apareció en el Informe de situación de la Organización Mundial de la Salud.

##### Salud pública: llegadas al extranjero
Cuarentena (prohibición de viajes) Ordenar la prohibición de 2020 sobre las llegadas a las Bermudas por parte de visitantes en general.
El Aeropuerto Internacional Bermuda LF Wade está programado para cerrar a todos los pasajeros, no residentes, a las 11:59 p. m. de hoy (20 de marzo).

#### Sábado 21 de marzo

##### Salud pública: cierres
Orden de cerrar lo siguiente en interés de la salud pública, de conformidad con la sección 88 de la Ley de salud pública de 1949.
- Escuelas
- Piscinas en hoteles, Airbnb y pensiones
- Gimnasios
- Salones de belleza, spas y barberos
- Servicios de la iglesia (excepto funerales)
- Actividades organizadas en clubes deportivos con más de 50 personas
- Conciertos con más de 50 personas

#### Lunes 23 de marzo
Los trabajadores de saneamiento detuvieron la recolección de basura  expresando preocupaciones y se llevaron a cabo conversaciones con el Sindicato Industrial de Bermudas y la recolección de basura se reanudó el lunes 30 de marzo de 2020 siguiente. Estas inquietudes se abordaron en una reunión con el personal de salud para explicar el COVID-19 y responder a muchas preguntas, ya que en este momento el público en general no entendía bien el virus y era comprensible con los eventos que cambiaban rápidamente en el mundo en ese momento.

##### Salud pública: cierres
Orden de cerrar lo siguiente en interés de la salud pública, de conformidad con la sección 88 de la Ley de salud pública de 1949; con efecto desde las 17:00 horas hasta el lunes 30 de marzo de 2020 a las 17:00 horas
- Bares y discotecas
- Salones de belleza, spas y barberos
- Servicios de la iglesia (excepto funerales)
- Cines
- Conciertos
- Gimnasios
- Actividades organizadas en clubes deportivos con más de 10 personas
- Servicios de cena en restaurante
- Tiendas minoristas (excepto supermercados, tiendas de abarrotes, farmacias, suministros de salud, servicios públicos y soporte de TI)
- Escuelas y guarderías
- Piscinas en hoteles, Airbnb y pensiones

##### Salud pública: llegadas al extranjero
Orden de monitorear a las personas que llegan a la isla a través de vuelos en el aeropuerto . La orden se aplica a todos los vuelos que lleguen a Bermuda los días 17, 18, 19 y 20 de marzo de 2020 y, en cada caso, tendrá una duración de catorce (14) días. Los detalles de los vuelos afectados se pueden encontrar en la referencia.
Multas por no cumplir con el Ministerio de Salud con esta orden hasta tres (3) meses de prisión, o multa de $ 6,000.00 a $ 10,000.00, o prisión y multa.

#### Viernes 27 de marzo
El inicio de un 'toque de queda rodante' fueron las horas de movimiento que se habían restringido cada noche de 8:00 p. m. a 6:00 a. m.  esto continuó hasta el 'Refugio en el lugar' . Bernews ha identificado que esto comenzará el domingo 29 de marzo.
Las multas por no cumplir con el toque de queda en este momento habían sido de hasta seis (6) meses de prisión, o hasta $ 2,880.00, o tanto de prisión como de multa.

#### Sábado 28 de marzo

##### Salud pública: cierres
Orden de cerrar lo siguiente en interés de la salud pública, de conformidad con el artículo 88 de la Ley de salud pública de 1949.
- Bares y discotecas
- Salones de belleza, spas y barberos
- Servicios de la iglesia (excepto funerales)
- Cines
- Conciertos
- Cursos de golf
- Gimnasios
- Actividades organizadas en clubes deportivos con más de 10 personas
- Servicios de cena en restaurante
- Tiendas minoristas (excepto supermercados, tiendas de abarrotes, farmacias, suministros de salud, servicios públicos y soporte de TI)
- Escuelas y guarderías
- Piscinas en hoteles, Airbnb y pensiones

### Abril de 2020

#### Miércoles 1 de abril
Proclamación de Su Excelencia el Gobernador y Comandante en Jefe en las Bermudas y sobre ellas y de conformidad con la sección 14 (3) de la Constitución de las Bermudas, el Gobernador, en consulta con el Primer Ministro de las Bermudas, ha declarado que existe un estado de emergencia en las Bermudas. debido a la pandemia global COVID-19.
Se hizo otra proclamación, el mismo día, de conformidad con el artículo 14 (4) para convocar a ambas Cámaras de la Legislatura a reunirse el lunes 6 de abril de 2020 a las 10:00 a. m..

##### Salud pública: empresas
Orden para exigir que todas las empresas trabajen de forma remota desde casa donde se pueda hacer mediante la aprobación de las Regulaciones Temporales de Seguridad y Salud Ocupacional (COVID-19) 2020.

#### Viernes 3 de abril
El Gobierno de Bermuda aprobó las "Regulaciones 2020 de Poderes de Emergencia (Refugio COVID-19 en el Lugar)",  y las enmiendas subsiguientes mencionadas en este artículo serán referidas como "Poderes de Emergencia" en general, ya que las enmiendas ocurrieron.

#### Sábado, 4 de abril
Shelter in Place, también conocido como ' encierro ' en el público en general y otras jurisdicciones en ese momento, comenzó a las 6:00 a. m. de ese sábado por la mañana durante un período de catorce (14) días hasta el sábado 18 de abril de 2020 a las 6:00 p. m. La legislación, la fecha legal de 'dejar de tener efecto' fue el miércoles 15 de abril de 2020 a las 6:00 p. m. a menos que se prorrogara, que se extendió hasta el sábado 18 de abril de 2020 a las 6:00 p. m. y nuevamente hasta el sábado 2 de mayo de 2020 a las 6:00 p. m.
La frase "Refugio en el lugar" fue elegida para reducir el impacto mental de palabras como "encierro" y cómo impactan a la comunidad.
Las multas por no cumplir con el Refugio vigente en este momento cambiaron a hasta seis (6) meses de prisión, o hasta $ 10,000.00 de multa, o tanto prisión como multa.

#### Lunes 6 de abril
Se anunció que se habían producido las dos primeras muertes por COVID-19 en la isla.
Publicado por Aviso del Gobernador (GN371 / 2020)  se publicó en el Boletín Oficial una extensión del 'Refugio en el lugar' hasta el sábado 18 de abril de 2020 a las 6:00 a. m., aprobada por la Cámara de la Asamblea y el Senado.

#### Jueves, 9 de abril
El Refugio en el Lugar fue enmendado por primera vez,  para darle al Ministro de Seguridad Nacional la capacidad de permitir movimientos restringidos y otros elementos administrativos generales para ayudar al país en el momento de esta pandemia.

#### Martes 14 de abril
Hubo 5 muertes por COVID-19.

#### Jueves 16 de abril
Hubo 83 casos en la isla, de los cuales 26 fueron importados, 45 fueron diseminados en la comunidad, 12 estaban pendientes de investigación y 35 de esos casos fueron recuperados.

#### Viernes 17 de abril
Por primera vez en la historia, el Parlamento de las Bermudas celebró una reunión virtual para ampliar el Refugio en el lugar y promulgar legislación para continuar con las restricciones para la seguridad de la salud pública en el futuro.

#### Lunes 20 de abril
La legislación "Poderes de emergencia" fue enmendada por segunda vez, para ayudar al país y su gente a permitir más asistencia con respecto a la compra de comestibles y alimentos para mascotas, también identificó los días en que las personas pueden ir a las tiendas de comestibles.  días de compras en este momento cambiaron a todos aquellos con un apellido que comienza con la letra que se muestra a continuación, pueden proceder a comprar u obtener los suministros necesarios.
- Lunes y jueves (A a F)
- Martes y viernes (G a Q)
- Miércoles y sábado (R a Z)
- Domingos (Personas de 55 años y más, discapacitados y trabajadores esenciales)

También se permitió que cualquier persona que pudiera mudarse / comprar el domingo también pudiera hacerlo de acuerdo con su apellido. Esto se debió en parte a la observación y el estímulo a la familia para ayudar a quienes viven solos y necesitan ayuda. Este fue un cambio con respecto a la estructura de nombres anterior, ver más arriba el 4 de abril, ya que se notó que era menos eficiente y agregaba estrés a las personas.

#### Martes 21 de abril
Una orden para extender la cuarentena de las personas que ya están en cuarentena y que dan positivo.

#### Viernes 24 de abril
Los "Poderes de emergencia" se enmendaron por tercera vez, para ayudar aún más con el trabajo desde casa para permitir el funcionamiento de una oficina o tienda de suministros de computadoras.

### Mayo de 2020
| Fecha      | Hora  | Pruebas totales | Resultados negativos | Casos confirmados | Casos positivos Rango de edad | Casos positivos Edad media | Casos confirmados importados | Transmisión local | Transmisión local de casos confirmados (contacto / origen conocido) | Transmisión local de casos confirmados (contacto / origen desconocido) | Bajo investigación | Recuperado | Hospitalizado | Rango de edad hospitalizado | Edad media hospitalizada | Fallecido | Rango de edad fallecido | Edad media fallecida |
| ---------- | ----- | --------------- | -------------------- | ----------------- | ----------------------------- | -------------------------- | ---------------------------- | ----------------- | ------------------------------------------------------------------- | ---------------------------------------------------------------------- | ------------------ | ---------- | ------------- | --------------------------- | ------------------------ | --------- | ----------------------- | -------------------- |
| 1 de mayo  | 11:55 | 2555            | 2341                 | 114               | 18-95                         | 60                         | 38                           | 59                | -                                                                   | -                                                                      | 17                 | 48         | dieciséis     | 57-91                       | 76                       | 6         | -                       | -                    |
| 2 de mayo  | 13:25 | 2791            | 2548                 | 114               | 18-95                         | 60                         | 38                           | 59                | -                                                                   | -                                                                      | 17                 | 48         | dieciséis     | 57-91                       | 76                       | 6         | -                       | -                    |
| 3 de mayo  | 11:48 | 2819            | 2705                 | 114               | 18-95                         | 60                         | 38                           | 59                | -                                                                   | -                                                                      | 17                 | 51         | dieciséis     | 57-91                       | 76                       | 7         | -                       | -                    |
| 4 de mayo  | 10:57 | 3144            | 3029                 | 115               | 18-95                         | 59                         | 38                           | 59                | -                                                                   | -                                                                      | 18                 | 51         | dieciséis     | 57-91                       | 76                       | 7         | -                       | -                    |
| 5 de mayo  | 12:57 | 3270            | 3155                 | 115               | 18-95                         | 59                         | 38                           | sesenta y cinco   | -                                                                   | -                                                                      | 12                 | 54         | dieciséis     | 57-91                       | 76                       | 7         | -                       | -                    |
| 6 de mayo  | 11:01 | 3374            | 3259                 | 115               | 18-95                         | 59                         | 38                           | 66                | -                                                                   | -                                                                      | 11                 | 54         | dieciséis     | 57-91                       | 76                       | 6         | -                       | -                    |
| 7 de mayo  | 12:19 | 3569            | 3451                 | 118               | 18-101                        | 60                         | 38                           | 70                | -                                                                   | -                                                                      | 10                 | 59         | 15            | 64-91                       | 77                       | 7         | -                       | -                    |
| 8 de mayo  | 10:34 | 3719            | 3601                 | 118               | 18-101                        | 60                         | 38                           | 70                | -                                                                   | -                                                                      | 10                 | 61         | 15            | 64-91                       | 77                       | 7         | -                       | -                    |
| 9 de mayo  | 11:53 | 3854            | 3736                 | 118               | 18-101                        | 60                         | 38                           | 70                | -                                                                   | -                                                                      | 10                 | 64         | 15            | 64-91                       | 77                       | 7         | -                       | -                    |
| 10 de mayo | 12:05 | 4020            | 3902                 | 118               | 18-101                        | 60                         | 38                           | 70                | -                                                                   | -                                                                      | 10                 | 64         | 11            | 64-91                       | 77                       | 7         | -                       | -                    |
| 11 de mayo | -: -  | -               | -                    | -                 | -                             | -                          | -                            | -                 | -                                                                   | -                                                                      | -                  | -          | -             | -                           | -                        | -         | -                       | -                    |
| 12 de mayo | 12:57 | 4489            | 4370                 | 119               | 18-101                        | 60                         | 39                           | 73                | -                                                                   | -                                                                      | 7                  | 66         | 8             | 68-89                       | 77                       | 8         | -                       | -                    |
| 13 de mayo | 11:38 | 4642            | 4521                 | 121               | 18-101                        | 59                         | 39                           | 75                | -                                                                   | -                                                                      | 7                  | 66         | 7             | 68-89                       | 78                       | 8         | 57-91                   | 75                   |
| 14 de mayo | 13:49 | 4646            | 4525                 | 121               | 18-101                        | 59                         | 39                           | -                 | 71                                                                  | 7                                                                      | 4                  | 66         | 7             | 68-89                       | 78                       | 8         | 57-91                   | 75                   |
| 15 de mayo | 11:42 | 4691            | 4569                 | 122               | 18-101                        | 59                         | 39                           | -                 | 71                                                                  | 7                                                                      | 5                  | 66         | 7             | 68-89                       | 78                       | 9         | 57-91                   | 74                   |
| 16 de mayo | 15:36 | 4935            | 4812                 | 123               | 18-101                        | 60                         | 39                           | -                 | 72                                                                  | 7                                                                      | 5                  | 69         | 7             | 68-89                       | 76                       | 9         | 57-91                   | 74                   |
| 17 de mayo | 11:34 | 5017            | 4894                 | 123               | 18-101                        | 60                         | 39                           | -                 | 72                                                                  | 8                                                                      | 4                  | 73         | 6             | 70-89                       | 78                       | 9         | 57-91                   | 74                   |
| 18 de mayo | -: -  | -               | -                    | -                 | -                             | -                          | -                            | -                 | -                                                                   | -                                                                      | -                  | -          | -             | -                           | -                        | -         | -                       | -                    |
| 19 de mayo | 17:02 | 5549            | 5424                 | 125               | 18-101                        | 59                         | 39                           | -                 | 74                                                                  | 8                                                                      | 4                  | 77         | 4             | 70-78                       | 74                       | 9         | 57-91                   | 74                   |
| 20 de mayo | 12:12 | 5705            | 5580                 | 125               | 18-101                        | 59                         | 39                           | -                 | 74                                                                  | 10                                                                     | 2                  | 78         | 4             | 70-78                       | 74                       | 9         | 57-91                   | 74                   |
| 21 de mayo | 14:51 | 5719            | 5594                 | 125               | 18-101                        | 59                         | 39                           | -                 | 74                                                                  | 10                                                                     | 2                  | 80         | 3             | -                           | -                        | 9         | 57-91                   | 74                   |
| 22 de mayo | 15:13 | 5784            | 5659                 | 125               | 18-101                        | 59                         | 39                           | -                 | 74                                                                  | 10                                                                     | 2                  | 80         | 4             | 70-84                       | 77                       | 9         | 57-91                   | 74                   |
| 23 de mayo | -: -  | -               | -                    | -                 | -                             | -                          | -                            | -                 | -                                                                   | -                                                                      | -                  | -          | -             | -                           | -                        | -         | -                       | -                    |
| 24 de mayo | -: -  | -               | -                    | -                 | -                             | -                          | -                            | -                 | -                                                                   | -                                                                      | -                  | -          | -             | -                           | -                        | -         | -                       | -                    |
| 25 de mayo | -: -  | -               | -                    | -                 | -                             | -                          | -                            | -                 | -                                                                   | -                                                                      | -                  | -          | -             | -                           | -                        | -         | -                       | -                    |
| 26 de mayo | -: -  | -               | -                    | -                 | -                             | -                          | -                            | -                 | -                                                                   | -                                                                      | -                  | -          | -             | -                           | -                        | -         | -                       | -                    |
| 27 de mayo | -: -  | -               | -                    | -                 | -                             | -                          | -                            | -                 | -                                                                   | -                                                                      | -                  | -          | -             | -                           | -                        | -         | -                       | -                    |
| 28 de mayo | -: -  | -               | -                    | -                 | -                             | -                          | -                            | -                 | -                                                                   | -                                                                      | -                  | -          | -             | -                           | -                        | -         | -                       | -                    |
| 29 de mayo | -: -  | -               | -                    | -                 | -                             | -                          | -                            | -                 | -                                                                   | -                                                                      | -                  | -          | -             | -                           | -                        | -         | -                       | -                    |
| 30 de mayo | -: -  | -               | -                    | -                 | -                             | -                          | -                            | -                 | -                                                                   | -                                                                      | -                  | -          | -             | -                           | -                        | -         | -                       | -                    |
| 31 de mayo | -: -  | -               | -                    | -                 | -                             | -                          | -                            | -                 | -                                                                   | -                                                                      | -                  | -          | -             | -                           | -                        | -         | -                       | -                    |

La información anterior se puede verificar viendo los comunicados de prensa de CITV Bermuda de cada día, los datos se leen al comienzo de cada rueda de prensa.

#### Sábado, 2 de mayo
El gobierno de Bermuda ha adoptado un enfoque de reapertura gradual. Esto se hará en cuatro partes como se muestra en la imagen a continuación. La Fase Uno comenzará a las 6:00 a. m. como el final oficial de "Refugio en el lugar". Se aprobó legislación para pasar a este enfoque por fases, con el horario de toque de queda durante la Fase 1 de 10:00 p. m. a 6:00 a. m. cada noche.  El cierre de algunas empresas sigue siendo obligatorio mientras que otras tienen horario restringido. En la rueda de prensa quedó claro que este Phased abordado no tiene fechas y está sujeto a cambios, la prioridad de este Gobierno es la protección de las personas. Además, aquí es cuando el término 'distanciamiento social' se cambió a Distanciamiento físico para reflejar lo que realmente se estaba tratando de lograr.

#### Viernes 8 de mayo
Los informes raciales comenzaron a identificar la cantidad de personas que contrajeron COVID-19 en función de la raza. Esto se estaba volviendo más importante a medida que se informaba que la raza puede tener un impacto en los pacientes con COVID-19.
El Reglamento de precauciones continuas se enmendó por primera vez,  para agregar negocios de servicios monetarios que son necesarios ya que las personas / familias tienen personas en el extranjero a las que no pueden enviar fondos y para proporcionar capacidades de cheque en efectivo a aquellos que no tienen acceso a una instalación bancaria. (sin titulares de cuentas bancarias). Las regulaciones también prohíben el buceo, ya que se restringió el uso de todo el oxígeno en el hospital y, en caso de que ocurriera un accidente, la cámara hiperbárica necesitaría usar el oxígeno en existencia.

#### Jueves 14 de mayo
El formato de informe de los datos cambió de sólo "Transmisión local" a "Contacto / origen conocido de transmisión local" y "Contacto / origen desconocido de transmisión local". Este cambio de datos se ha reflejado en la tabla anterior para mayo.

#### Sábado 16 de mayo

##### Junta de Hospitales de Bermudas
BHB anunció la siguiente información. Las admisiones al Hospital King Edward VII (KEMH) por COVID-19 desde el comienzo de la pandemia hasta la fecha son 37. El número más alto de pacientes con COVID-19 en cualquier momento fue 16. BHB también confirmó que no se han registrado casos de COVID-19. encontrado en el Mid-Atlantic Wellness Institute hasta la fecha. Se han realizado 60 cirugías (de emergencia, urgentes y relacionadas con el cáncer) durante las últimas cuatro semanas y han nacido 53 bebés entre el miércoles 1 de abril y el martes 12 de mayo.

#### Miércoles 20 de mayo
El servicio de autobús público regresa con restricciones, todos los pasajeros deben usar una máscara facial y mantener una distancia mínima de un metro (3 pies) cuando estén sentados. La capacidad máxima será de 17 pasajeros sin estar de pie, el número se redujo en una reunión el lunes 18 de mayo y actualmente se desconoce. Los asientos normales son aproximadamente 40/42 y se permite estar de pie para llenar el autobús. Detalles de los pases aquí.
Otros problemas con el transporte público se expresaron en la conferencia de prensa de hoy (20 de mayo) cuando la prensa presentó una pregunta sobre que los conductores dejarán de trabajar si se usan minibuses y que solo permiten nueve personas en el autobús; no se dio respuesta en ese momento porque el ministro de Turismo y Transportes no estuvo presente. Después de revisar algunos comentarios sobre nuevos artículos sobre este tema, el público en general no está satisfecho con las preocupaciones. Las razones dadas incluyen, pero no se limitan a, a los conductores se les había pagado por un servicio que no había estado funcionando durante más de un mes con dinero pagado por los contribuyentes / fondos públicos. Además, que al igual que otras industrias, restaurantes, bares y hoteles, deben ser despedidos o tener días libres y solicitar la ayuda financiera del gobierno si no desean trabajar. Otros señalaron que los cajeros, cajeros y personal de supermercados están trabajando y no pueden entender por qué no lo hicieron. Estas inquietudes tienen vigencia y provienen de un historial de paros laborales realizados por las obras de transporte público, muchas veces incomodando al público en general hasta el punto en que el apoyo general en este sentido se ha ido reduciendo. Se ha reducido hasta el punto de que algunos comentarios en línea han dicho abiertamente que los despida a todos.
También se confirmó que KEMH había encontrado un caso positivo de COVID en la sala Cooper de un paciente recientemente. Pusieron en cuarentena la sala y comenzaron las pruebas y encontraron que otro individuo era positivo, una enfermera. No se han desarrollado más casos en este momento, sin embargo, estos dos individuos habían sido sistemáticos, sin mostrar síntomas.
El primer ministro de las Bermudas agregó que la prueba de anticuerpos 1015 se había completado hasta la fecha y proporcionó detalles de ese hecho. (Transmisión de la conferencia de prensa de CITV Bermuda fechada 2020-05-20 en YouTube)
El responsable de KEMH también se mostró satisfecho con el distanciamiento físico que están haciendo las personas ya que ven una curva plana, relacionada con el número de casos.
Las reuniones de conferencias de prensa anunciadas se cambiarán a partir de la próxima semana a dos veces por semana.

#### Jueves 21 de mayo
El Gobierno de las Bermudas aprobó el paso a la Fase 2 el domingo 17 de mayo para comenzar hoy (21 de mayo) y continuar hasta el martes 30 de junio. El gobierno publicó lo siguiente para ayudar al público a saber qué se puede abrir en este momento.

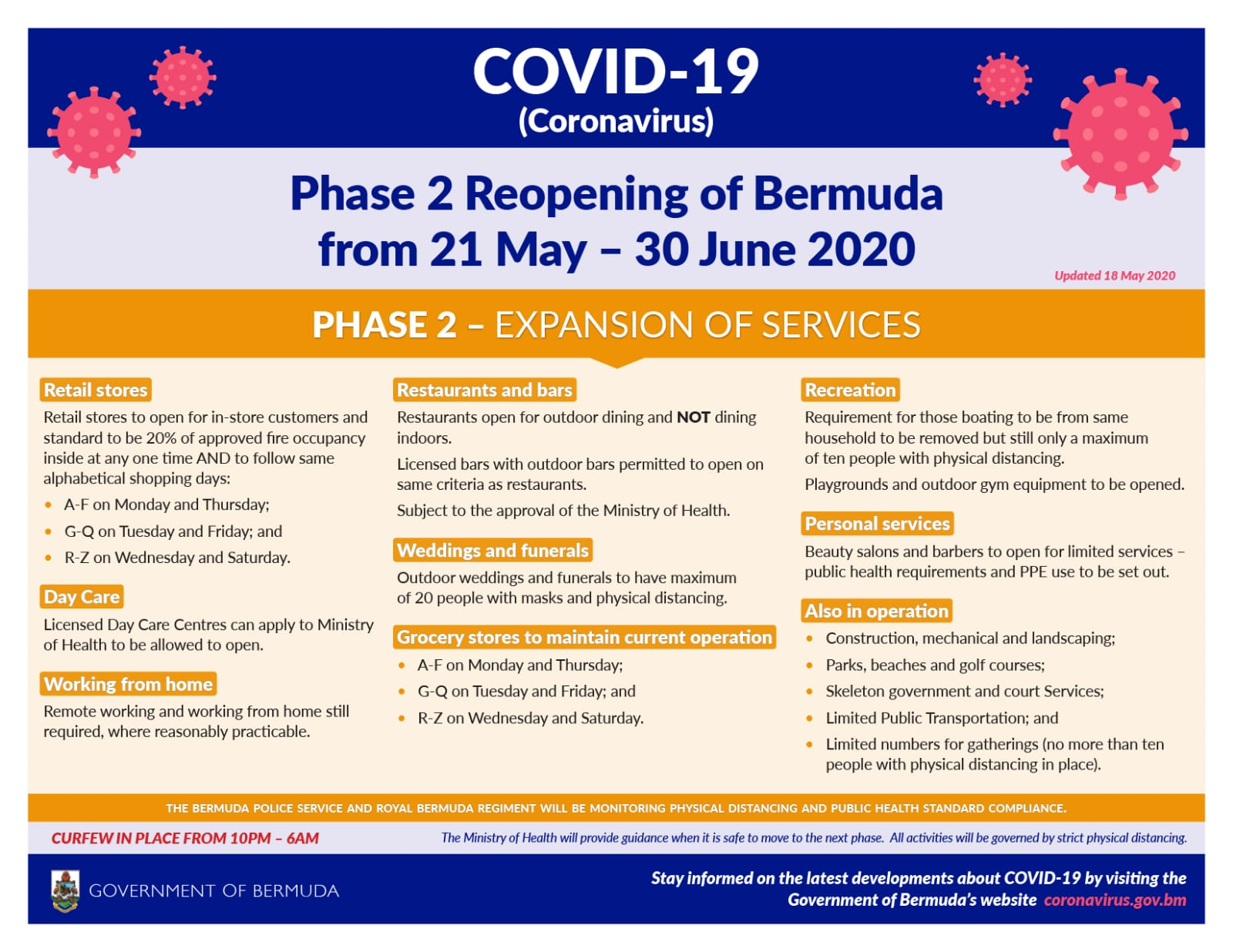
Reapertuda de la fase 2 de la COVID-19.

#### unes 25 de mayo [ editar fuent
Las conferencias de prensa ahora serán dos veces por semana los lunes y jueves.
El programa de apoyo educativo para los padres que solo tienen que volver al trabajo comienza para los niños de primaria y mediana edad.

#### Miércoles 27 de mayo
El programa de apoyo educativo para padres que tienen que volver al trabajo únicamente, comienza para niños en edad preescolar.

## Informes raciales
Los informes sobre la raza no se produjeron hasta más tarde para proteger la identificación de las personas.
| Fecha      | Hora  | Negro | Blanco | Otro o desconocido |
| ---------- | ----- | ----- | ------ | ------------------ |
| 8 de mayo  | 10:34 | 56%   | 38%    | 6%                 |
| 9 de mayo  | 11:53 | 56%   | 38%    | 6%                 |
| 14 de mayo | 13:49 | 57%   | 39%    | 4%                 |

#### Viajes
Inicialmente, todas las personas que llegaban en vuelos tenían que ponerse en cuarentena en casa para los vuelos que llegaban en marzo. Esto se cambió a GQF más tarde. Al principio, los GQF no tenían cargo y luego se implementaron cargos de $ 100.00 por día y se eliminaron si se identificaban dificultades financieras.

#### Vuelos Air-Bridge
La residencia de las Bermudas había quedado varada en el extranjero debido al rápido cierre de las fronteras tanto en el extranjero como a nivel local, y la cancelación de vuelos debido al COVID-19. El gobierno de Bermudas organizó vuelos para tratar de llevar a su gente a casa.

#### Sábado 16 de mayo
Residencia regresó a casa, desde Atlanta - Estados Unidos, en un vuelo chárter operado por Delta y organizado por Travel Edge, y regresó a 104 residentes de Bermudas, muchos de los cuales eran estudiantes o personas que habían estado en el extranjero para recibir tratamiento médico. El vuelo regresó a Estados Unidos con 100 pasajeros de diferentes nacionalidades, entre ellos tres internos deportados de regreso a Estados Unidos, informó bernews  y Royal Gazette.

#### Miércoles 20 de mayo
Cinco residentes regresaron de Canadá en un avión privado a principios de esta semana, sin fecha. (Transmisión de la conferencia de prensa de CITV Bermuda fechada 2020-05-20 en YouTube)

## Comunidad
Muchos eventos tuvieron que ser cancelados o pospuestos durante la pandemia, sin embargo, para muchos, algunos de los más notables son:
- Día de las Bermudas Viernes 29 de mayo
- Lunes de Carnaval, 15 de junio
- La marcha de la Copa está actualmente en observación y se publicará una decisión una vez tomada.
- Sábado 4 de mayo de principio a fin
- Ceremonias de graduación

Para observar el distanciamiento físico de una escuela, Warwick Academy, preparó un autobús que recorrió la isla para muchos, si no todos, sus estudiantes para hacer que el evento fuera memorable con fotografías con la mascota de la escuela. Este fue un tipo de pensamiento creativo y "fuera de la caja" que se necesitaba durante la pandemia.

## Economía
Con los cierres forzosos que comenzaron el 21 de marzo , la economía de las Bermudas inició una desaceleración. Muchas empresas habían tenido dificultades para permanecer abiertas, especialmente aquellas en la industria de servicios como restaurantes y hoteles.

### Gobierno

#### Beneficio de desempleo
El Gobierno creó una prestación de desempleo temporal  para ayudar económicamente a las personas que habían estado desempleadas como resultado del COVID-19. Esta legislación se modificó con el paso del tiempo para ayudar a la mayor cantidad posible e incluso a aquellos que no pagaron impuestos en el pasado con la condición de que se registren en la oficina de impuestos. El objetivo era ser un puente entre el programa de ayuda económica y la pérdida del empleo durante estos tiempos, ya que tienes que estar desempleado durante doce semanas antes de poder solicitar la ayuda económica. Se han procesado más de dos mil pagos, sin embargo, algunos aún no han recibido pagos (15 de mayo de 2020) debido a los procesos dentro de las oficinas gubernamentales y la incapacidad de identificar claramente las identidades individuales.
Los primeros pagos se efectuaron la última semana de marzo (del 30 de marzo al 3 de abril) con unas 819 solicitudes completadas hasta el miércoles 31 de marzo. Por lo general, los pagos se realizan los jueves y viernes de cada semana. Al miércoles 20 de mayo se informó que aproximadamente nueve mil personas habían sido pagadas y veintitrés millones pagadas en relación con la prestación por desempleo, con 1.241 pagos realizados por primera vez la semana pasada.

#### Planes gubernamentales
Otros 150 millones en un convenio de financiamiento del gobierno con una institución local a fondos públicos.
Los ministros del gobierno predicarán con el ejemplo y aceptarán un recorte salarial del 15% que se presentará el viernes 22 de mayo.
Los miembros del comité asesor económico se enumeran  (20 de mayo) y el ministro de Finanzas también presentó algunas de las medidas que se están haciendo para ayudar a la economía.
- El impuesto sobre nómina se establecerá en cero hasta el 30 de junio de 2020
- Aplazamiento de los derechos de aduana hasta 6 meses con una posible prórroga> 6 meses si las circunstancias lo justifican.
- Pensiones-Programas de pensiones privados (obligatorios) no se requiere pago hasta el 30 de junio de 2021; se permiten pagos voluntarios.
- Pensiones-Seguro Social (obligatorio) no se requiere pago hasta el 30 de junio de 2021; se permiten pagos voluntarios.

#### Transporte público
El transporte público se reanudaría el lunes 18 de mayo con un horario modificado  y los pases de autobús de marzo de 2020 se pueden utilizar hasta el domingo 31 de mayo. Mientras que otros pases para abril de 2020 y mayo de 2020 se pueden canjear en la Terminal Central antes del domingo 21 de junio de 2020. Se informó que el retraso del transporte público fue una "falta de comunicación" y se reinició para comenzar el miércoles 20 de mayo de 2020.

### Bancos
Bermuda tiene cuatro bancos y cada uno abrió al público un día a la semana durante el 'Shelter in Place'.  Estos avisos habían estado en línea en su mayor parte en avisos rodantes y otros elementos no vinculables, ya que la situación se describió como "muy fluida" o "las cosas cambian rápidamente". Los bancos comenzaron a reanudar los servicios básicos a los clientes el lunes 4 de mayo de 2020 y no todos los bancos abrieron ese día.
- El Bank of NT Butterfield & Son Limited (BNTB) abrió el lunes 4 de mayo de 2020.
- Bermuda Commercial Bank Limited (BCB) abrió el martes 5 de mayo de 2020.
- Clarien Bank Limited (Clarien) (fecha de apertura desconocida).
- HSBC Bank of Bermuda Limited (HSBC) abrió el lunes 4 de mayo de 2020.

Todos los bancos mantuvieron el servicio a través de sus plataformas bancarias en línea y cajeros automáticos con servicio limitado.

#### BNTB
El jueves 19 de marzo de 2020 anunciaron aplazamientos de préstamos / hipotecas residenciales y personales por tres meses, y de tarjetas de crédito por dos meses.  martes 24 de marzo de 2020 anunciaron horarios reducidos de 9:00 a. m. a 1:00 p. m. debido al COVID-19.  Viernes 27 de marzo de 2020 abren servicios de cajero en Rosebank, de manera temporal, para ayudar con el distanciamiento social en ese momento.  miércoles 1 de abril de 2020 anunciaron que suspenderían los cambios de tipos previstos.

#### BCB
El viernes 20 de marzo anunciaron un retraso en su venta a Permanent Capital como consecuencia del COVID-19  debido a la volatilidad del mercado.

#### Clarien
El jueves 19 de marzo de 2020 cerraron su sucursal de Paget.  miércoles 25 de marzo de 2020 anunciaron horarios reducidos de 9:00 a. m. a 1:00 p. m. debido al COVID-19.  viernes 27 de marzo de 2020 anunciaron aplazamientos de hipotecas / préstamos por un período de tres meses.

#### HSBS
El viernes 20 de marzo de 2020 anunciaron la exención de las tarifas por pago atrasado y las tarifas por exceso de límite de las tarjetas de crédito durante tres meses y para que los clientes se pongan en contacto con ellos si necesitan ayuda con hipotecas / préstamos.  martes 24 de marzo de 2020, el horario reducido anunciado,  también cerró su sucursal de Church Street en algún momento.

### Utilidades
BELCO, el único proveedor de energía de las islas, suspendió las desconexiones durante 30 días anunciadas el viernes 20 de marzo de 2020.

### Cierres de empresas
Los siguientes son enlaces de cierres a la pandemia COVID-19 de negocios de Bermuda.
1. The Swizzle (primera notificación publicada  )
2. Connections Shoes (sin referencia a COVID-19 específicamente porque no hay comentarios del propietario)